# Montcourt
Montcourt és un municipi francès situat al departament de l'Alt Saona i a la regió de Borgonya - Franc Comtat. L'any 2018 tenia 54 habitants, una pèrdua de vint habitants des de 2007.

## Demografia
El 2007 Hi havia 32 famílies, de les quals dotze eren unipersonals. Havia 43 habitatges, 30 habitatges principals, 11 segones residències i desocupats.

## Economia
El 2007 la població en edat de treballar era de 40 persones, de les quals 29 eren actives. Hi havia una fusteria i tres d'empreses de comerç i reparació d'automòbils. L'any 2000 a Montcourt hi havia quatre explotacions agrícoles que conreaven un total de 256 hectàrees.